# Mysidia musica
Mysidia musica är en insektsart som beskrevs av Broomfield 1985. Mysidia musica ingår i släktet Mysidia och familjen Derbidae. Inga underarter finns listade i Catalogue of Life.